# Macrocoma daccordii
Macrocoma daccordii é uma espécie de escaravelho de folha de Marrocos, descrito por Medvedev em 1996.